# منتخب فرنسا للريشة الطائرة
منتخب فرنسا لتنس الريشة هو ممثل فرنسا الرسمي في المنافسات الدولية في كرة الريشة .